# Acraea marmorata
Acraea marmorata är en fjärilsart som beskrevs av Smith och Kirby 1892. Acraea marmorata ingår i släktet Acraea och familjen praktfjärilar. Inga underarter finns listade i Catalogue of Life.